# NGC 989
NGC 989 ist eine linsenförmige Galaxie vom Hubble-Typ S0 im Sternbild Walfisch südlich der Ekliptik. Sie ist schätzungsweise 333 Millionen Lichtjahre von der Milchstraße entfernt und hat einen Durchmesser von etwa 80.000 Lj.

Im selben Himmelsareal befindet sich die Galaxie NGC 967.
Das Objekt wurde von dem Astronomen Francis Leavenworth am 9. November 1885 entdeckt.